# Electronic Wind Instrument
L'Electronic Wind Instrument (EWI) è uno strumento musicale elettrofono.

## Descrizione
L'EWI consiste di due parti, un'imboccatura con un sistema che registra la pressione dell'aria ed un sintetizzatore. La diteggiatura può essere configurata come in un sassofono, oboe o flauto traverso, ma anche come in un flauto dolce; i tasti non si abbassano se premuti, donando all'EWI un'agilità difficile da emulare su strumenti acustici. Anche la sensibilità al fiato del suonatore può essere regolata.